# Aegialia clypeata
Aegialia clypeata är en skalbaggsart som beskrevs av Thomas Say 1824. Aegialia clypeata ingår i släktet Aegialia och familjen Aegialiidae. Inga underarter finns listade i Catalogue of Life.